# Virgiliu Postolachi
Virgiliu Postolachi (n. 17 martie 2000, Edineț, raionul Edineț, Republica Moldova) este un fotbalist moldovean, care joacă pe post de atacant la CFR Cluj în SuperLiga României. Pe plan internațional, are prezențe la națională pentru Republica Moldova. Virgiliu a jucat la Academia PSG, unde a evoluat în câteva meciuri. 

## Carieră

### UTA Arad
Virgiliu Postolachi a activat la FC UTA din 2022 pana in 2023. Are aparitii in Campionatul de fotbal al Romaniei din 2023 pana la semifinala cu Universitatea Cluj, unde echipa a pierdut meciul.